# Ray Evans
Pour les articles homonymes, voir Evans.
Ray Evans (né le 4 février 1915 à Salamanca, New York (États-Unis) et mort le 15 février 2007 à Los Angeles, États-Unis), est un compositeur américain.

## Biographie
Il a écrit la chanson Que Sera, Sera (Whatever Will Be, Will Be) & Bonanza avec Jay Livingston.

## Filmographie
- 1950 : Le Dénonciateur
- 1951 : Le Môme boule-de-gomme (The Lemon Drop Kid) de Sidney Lanfield et Frank Tashlin
- 1953 : Those Redheads from Seattle
- 1954 : Red Garters
- 1954 : Rear Window, (Mona Lisa)
- 1956 : The Scarlet Hour, (Never Let Me Go)
- 1957 : Tammy and the Bachelor, (Tammy)
- 1972 : Bonanza ("Bonanza" (theme) (1959-1969)) & Jay Livingston
- 1960 : Ne mangez pas les marguerites (Please Don't Eat the Daisies)
- 1961 : Mister Ed
- 1963 : Krazy Kat (série télévisée)
- 1968 : The Good Guys (en) (série télévisée)
- 1971 : Doris comédie (The Doris Day Show]) (série télévisée), (que sera, sera) & Jay Livingston

## Distinctions

### Récompenses
- Oscar de la meilleure chanson originale en 1949 pour Buttons and Bows dans Visage pâle (The Paleface), avec Jay Livingston
- Oscar de la meilleure chanson originale en 1951 pour Mona Lisa dans Le Dénonciateur (Captain Carey, U.S.A.), avec Jay Livingston
- Oscar de la meilleure chanson originale en 1957 pour Whatever Will Be, Will Be (Que Sera, Sera) dans L'Homme qui en savait trop (The Man Who Knew Too Much), avec Jay Livingston